# Josep Domènech i Mansana
Josep Domènech i Mansana   (Barcelona, 15 d'abril de 1885 - 7 d'octubre de 1973) fou un arquitecte català.

## Biografia
Fill de Josep Domènech i Estapà, de Tarragona, i de Neus Mansana (ca.1859-1901), de Barcelona. Es va titular com a arquitecte l'any 1909, després d'aprovar els exàmens de Revàlida en l'Escola Superior d'Arquitectura de Barcelona el 19 de desembre de 1909. Va ser arquitecte del Ministeri d'Instrucció Pública des de 1917 i professor de l'Escola d'Arts i Oficis Artístics de Barcelona. Fou arquitecte municipal de Sant Celoni, on va construir l'ajuntament i l'escorxador (1925).
Es va casar amb Dorotea Casanovas i Camps, de qui va enviudar l'any 1918. Va casar més tard amb la germana de la seva primera esposa, Rosa Casanovas i Camps, de qui va enviudar l'any 1924.

## Obres
A Barcelona: 

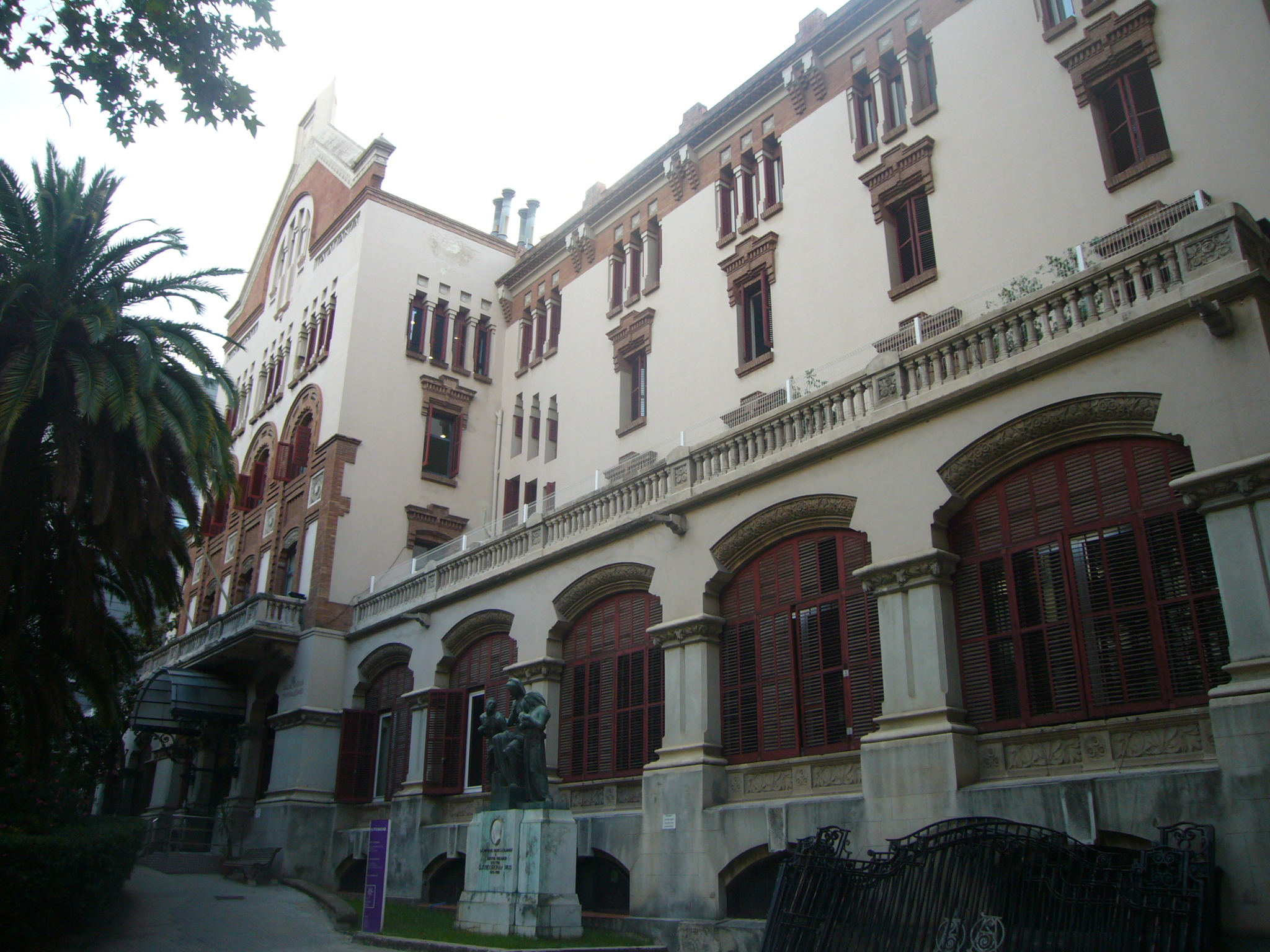
Quinta de Salut l'Aliança

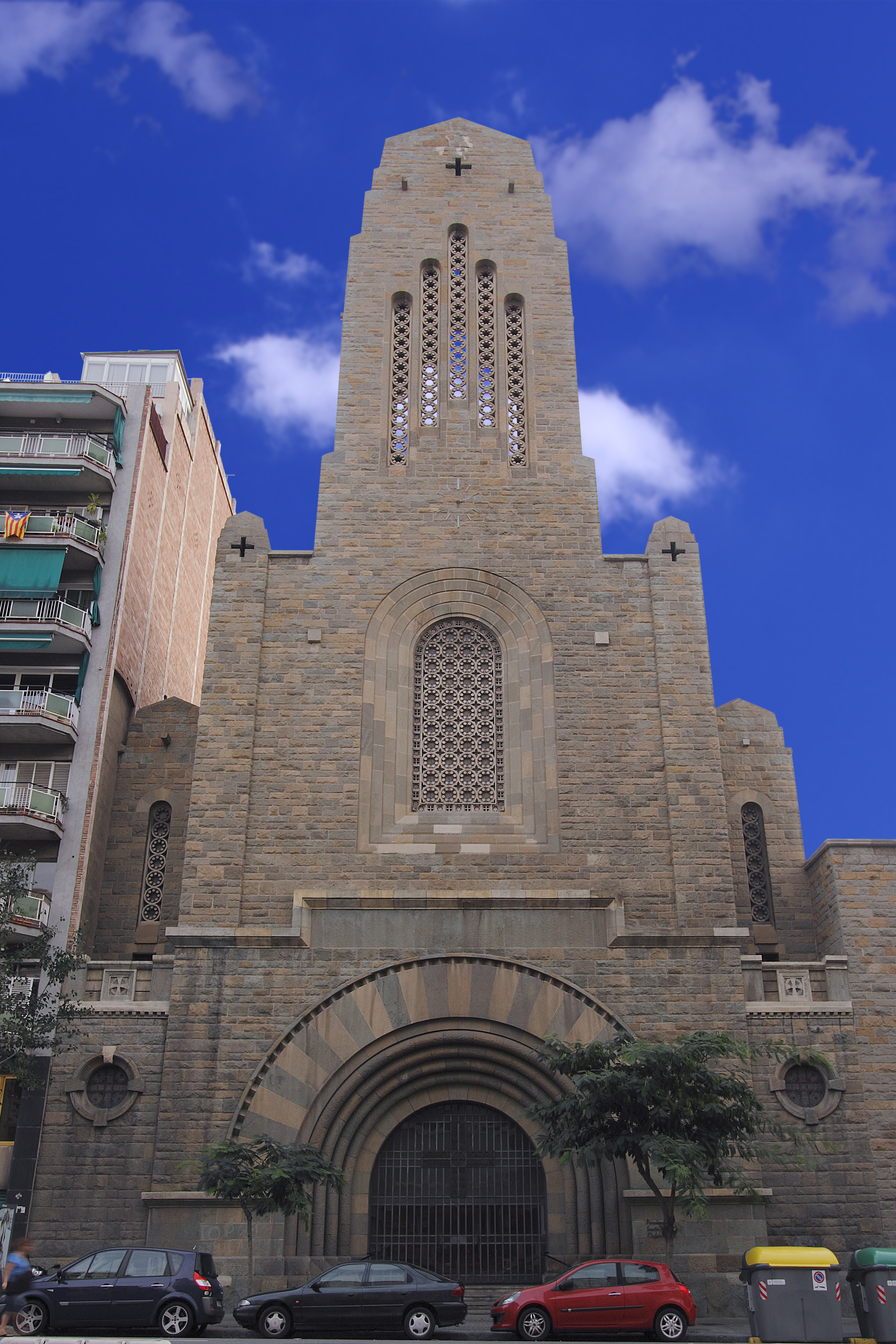
Església de Santa Teresa de l'Infant Jesús a la Via Augusta de Barcelona

- (1917) Quinta de Salut l'Aliança. Sant Antoni Maria Claret, 135
- (1921) Església de la Mare de Déu del Carme. Avinguda Diagonal, 422
- (cap a 1925) Caixa Mútua Popular, actualment Edifici de Sindicats. Via Laietana, 16-18
- (1932-1933) Magatzems El Águila (desapareguts en un incendi). Pl. Universitat
- (1932-1933) Església de Santa Teresa del Infant Jesús. Via Augusta, 68
- Remunta de la Casa Domènech i Estapà. València, 241

A Esparreguera:
- (cap a 1916) l'escorxador, les escoles públiques
- (1924-1925) font-monument a Cristòfor Vidal i Castells, amb un grup escultòric de Frederic Marès.

A Sant Celoni:
- Ajuntament
- Escorxador (1925)

A Terrassa:
- (1911) reforma de Can Viver de Torrebonica, —Sanatori Verge de Montserrat,—
- (cap a 1915) Ajuntament d'Ullastrell

A Montcada i Rèixac: 
- (1916-1918) Complexe modernista de Torre Can Bonet, ----Palau Montcada----